# CSNY 1974
Albums de Crosby, Stills, Nash and Young
CSN 2012
(2012)
CSNY 1974 est un coffret de Crosby, Stills, Nash and Young sorti en 2014.
Ce coffret rassemble trois CD et un DVD. Il retrace la tournée donnée par les quatre musiciens quarante ans plus tôt, durant l'été 1974. Les enregistrements ont été choisis par Graham Nash et Joel Bernstein
.

## Titres

### CD 1
1. Love the One You're With (Stephen Stills) – 6:05
2. Wooden Ships (David Crosby, Paul Kantner, Stephen Stills) – 6:36
3. Immigration Man (Graham Nash) – 3:47
4. Helpless (Neil Young) – 4:45
5. Carry Me (David Crosby) – 4:41
6. Johnny's Garden (Stephen Stills) – 5:20
7. Traces (Neil Young) – 3:19
8. Grave Concern (Graham Nash) – 3:11
9. On the Beach (Neil Young) – 7:40
10. Black Queen (Stephen Stills) – 8:25
11. Almost Cut My Hair (David Crosby) – 7:07

### CD 2
1. Change Partners (Stephen Stills) – 3:51
2. The Lee Shore (David Crosby) – 4:48
3. Only Love Can Break Your Heart (Neil Young) – 3:28
4. Our House (Graham Nash) – 3:38
5. Fieldworker (Graham Nash) – 3:07
6. Guinnevere (David Crosby) – 6:14
7. Time After Time (David Crosby) – 3:48
8. Prison Song (Graham Nash) – 4:02
9. Long May You Run (Neil Young) – 4:13
10. Goodbye Dick (Neil Young) – 1:40
11. Mellow My Mind (Neil Young) – 2:33
12. Old Man (Neil Young) – 4:23
13. Word Game (Stephen Stills) – 6:16
14. Myth of Sisyphus (Stephen Stills, Kenny Passarelli) – 4:44
15. Blackbird (John Lennon, Paul McCartney) – 2:48
16. Love Art Blues (Neil Young) – 2:57
17. Hawaiian Sunrise (Neil Young) – 2:56
18. Teach Your Children (Graham Nash) – 3:16
19. Suite: Judy Blue Eyes (Stephen Stills) – 9:25

### CD 3
1. Déjà Vu (David Crosby) – 8:29
2. My Angel (Stephen Stills) – 4:35
3. Pre-Road Downs (Graham Nash) – 3:30
4. Don't Be Denied (Neil Young) – 6:40
5. Revolution Blues (Neil Young) – 4:21
6. Military Madness (Graham Nash) – 5:04
7. Long Time Gone (David Crosby) – 6:05
8. Pushed It Over the End (Neil Young) – 7:52
9. Chicago (Graham Nash) – 4:43
10. Ohio (Neil Young) – 6:00

### DVD
1. Only Love Can Break Your Heart (Neil Young)
2. Almost Cut My Hair (David Crosby)
3. Grave Concern (Graham Nash)
4. Old Man (Neil Young)
5. Johnny's Garden (Stephen Stills)
6. Our House (Graham Nash)
7. Déjà Vu (David Crosby)
8. Pushed It Over the End (Neil Young

## Musiciens
- David Crosby : chant, guitare, tambourin
- Stephen Stills : chant, guitare, claviers, basse
- Graham Nash : chant, guitare, claviers, harmonica
- Neil Young : chant, guitare, claviers, harmonica, banjo
- Tim Drummond : basse
- Russ Kunkel : batterie
- Joe Lala : percussions